# Lista över countyn i Maine

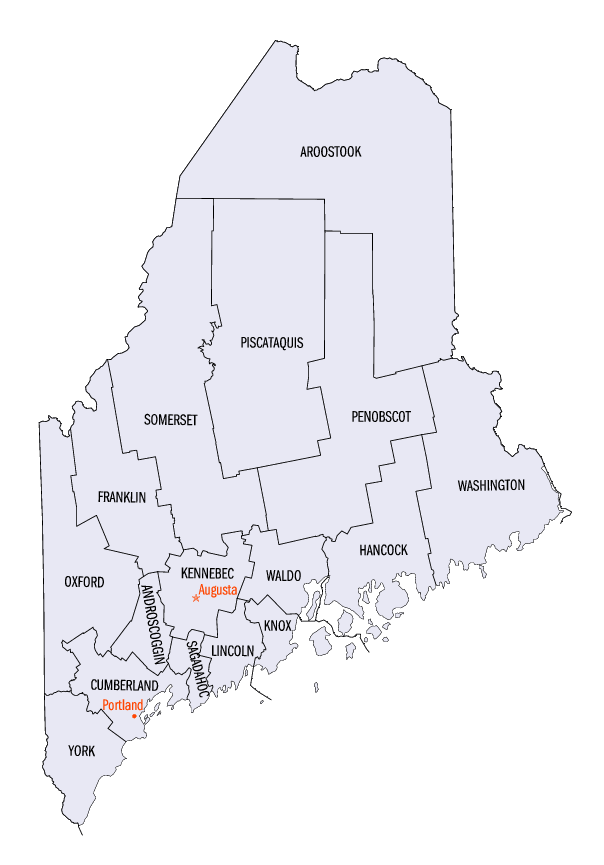
Mains countyn.

Detta är en lista över de 16 countyn som finns i delstaten Maine i USA.
| County              | Centralort (County Seat) | Etablerat | Folkmängd (2000) | Yta    |
| ------------------- | ------------------------ | --------- | ---------------- | ------ |
| Androscoggin County | Auburn                   | 1854      | 103 793          | 1 287  |
| Aroostook County    | Houlton                  | 1839      | 73 938           | 17 687 |
| Cumberland County   | Portland                 | 1761      | 265 612          | 3 152  |
| Franklin County     | Farmington               | 1838      | 29 467           | 4 517  |
| Hancock County      | Ellsworth                | 1790      | 51 791           | 6 089  |
| Kennebec County     | Augusta                  | 1799      | 117 114          | 2 63   |
| Knox County         | Rockland                 | 1860      | 39 618           | 2 958  |
| Lincoln County      | Wiscasset                | 1760      | 33 616           | 1 813  |
| Oxford County       | Paris, Maine             | 1805      | 54 755           | 5 633  |
| Penobscot County    | Bangor                   | 1816      | 144 919          | 9 210  |
| Piscataquis County  | Dover-Foxcroft           | 1838      | 17 235           | 11 337 |
| Sagadahoc County    | Bath, Maine              | 1860      | 35 214           | 958    |
| Somerset            | Skowhegan                | 1809      | 50 888           | 10 606 |
| Waldo County        | Belfast                  | 1837      | 36 280           | 2 209  |
| Washington County   | Machias                  | 1790      | 33 941           | 8 430  |
| York County         | Alfred                   | 1652      | 186 742          | 3 292  |